# Klubbhätting
Klubbhätting (Conocybe apala) är en svampart som först beskrevs av Elias Fries, och fick sitt nu gällande namn av Arnolds 2003. Klubbhätting ingår i släktet Conocybe och familjen Bolbitiaceae.  Arten är reproducerande i Sverige. Inga underarter finns listade i Catalogue of Life.
I den svenska databasen Dyntaxa används istället namnet Conocybe albipes för samma taxon.  Arten är reproducerande i Sverige.